# Ministerio del Interior de Rusia
El Ministerio del Interior de la Federación de Rusia o por sus siglas MVD (en ruso: Министерство внутренних дел Российской Федерации, Ministerstvo vnutrennix del Rossijskoj Federacii, o por sus siglas МВД) es el Ministerio del Interior de la Federación de Rusia. Tiene su sede principal en Moscú.

## Historia

### Imperio Ruso

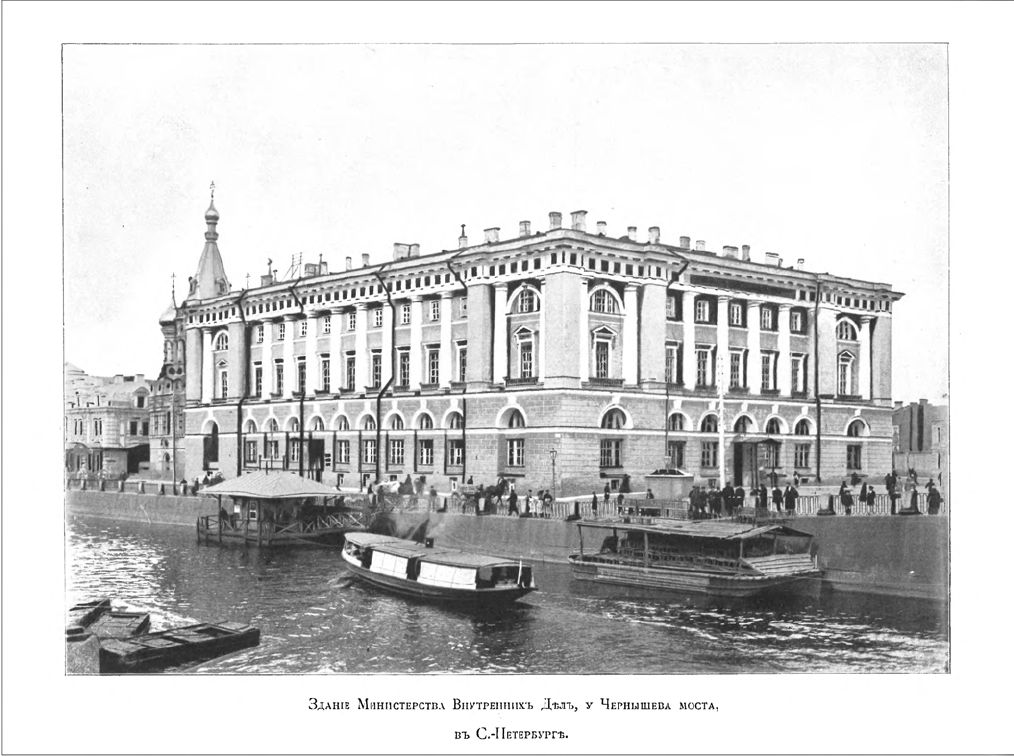
Edificio del ministerio en San Petersburgo. Fontanka emb., 57

El ministerio fue creado por Alejandro I en 1802 durante el proceso de reformas para sustituir las antiguas instituciones de Pedro el Grande. Fue uno de los principales pilares del Imperio, responsable de las fuerzas policiales y la supervisión de la administración de las guberniyas. Entre sus competencias iniciales también se encontraban las cárceles, cuerpos de bomberos, empresas estatales, servicio de correos, solares e inmuebles del Estado, carreteras, sanidad, clero, recursos naturales y nobleza; muchas de estas fueron transferidas a otros ministerios e instituciones gubernamentales a mediados de la década de 1800.
Tras el crecimiento del movimiento revolucionario y el asesinato del zar Alejandro II, el Departamento de Policía Estatal heredaría las funciones de policía secreta de la difunta Tercera Sección y transfirió las del más capaz Cuerpo Especial de Gendarmes a la Ojrana. Durante la Primera Guerra Mundial, el departamento creó una sección de contraespionaje.
Tras la Revolución de Febrero de 1917, los gendarmes y la Ojrana fueron desmantelados por ser considerados antirrevolucionarios.

### Era soviética
Tras la Revolución de Octubre, los bolcheviques acabaron con las fuerzas policiales zaristas y crearon la Milítsiya de los Trabajadores y Campesinos bajo la NKVD de la RSFS de Rusia.
En marzo de 1946, todos los comisariados del pueblo (NK) fueron renombrados como ministerios (M). El NKVD volvió así a su denominación inicial de MVD, al igual que su filial, el NKGB (Comisariado del Pueblo de Seguridad del Estado) que pasaría a ser el MGB (Ministerio de Seguridad del Estado) de la URSS. Las nuevas repúblicas soviéticas adquiridas tras la Segunda Guerra Mundial también crearían sus propios ministerios del interior locales. El MVD fue responsable por un tiempo de la policía secreta, después de que Lavrenti Beria la uniera con el MGB en marzo de 1953. La purga de Beria hizo que un año después volvieran a separarse ambos cuerpos; tras ello, el MVD retuvo sus funciones de seguridad interna (policía), mientras que el nuevo KGB adquirió competencias de seguridad estatal (policía secreta).

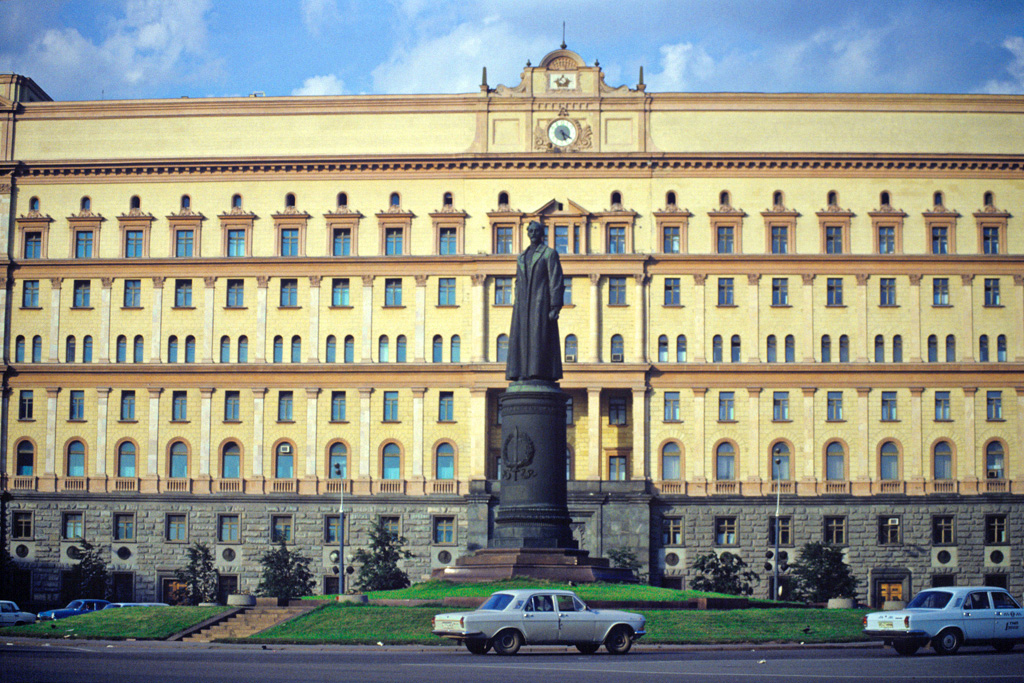
El edificio de la NKVD en Moscú. Plaza Lubianka

Nikita Jrushchov, en su esfuerzo por combatir la burocracia y mantener los principios leninistas, ordenó la disolución del MVD de la Unión. El ministerio dejó de existir en enero de 1960 y sus funciones fueron traspasadas a los respectivos ministerios de las repúblicas soviéticas. El MVD de la RSFS de Rusia cambiaría su nombre a Ministerio de Aseguramiento del Orden Público en 1962.
Leonid Brézhnev volvió a crear el Ministerio de Seguridad de la Unión en julio de 1966 nombrando más tarde ministro (de infausto recuerdo) a Nikolái Schiólokov; el ministerio de la república soviética rusa fue desmantelado por segunda vez, tras la primera con la creación de la NKVD. El MVD recuperó su nombre original en 1968.
El papel más polémico desempeñado por el nuevo MVD fue el de combatir los crímenes económicos, esto es, suprimir el comercio privado prohibido originariamente por el derecho socialista. Esta lucha nunca tendría éxito por las deficiencias de la economía planificada, que provocaba escasez de suministros y daba así gran margen a la especulación.
A mediados de los años 80, la imagen de la milítsiya del pueblo se deterioró en gran medida por la corrupción y el comportamiento desordenado de tanto los alistados como los oficiales (el caso más impactante consistió en el robo y asesinato de un operario de la KGB por una banda de milicianos destinados en el Metro de Moscú en 1983). Se descubriría que muchos altos cargos del MVD, incluyendo el propio ministro, recibían frecuentemente sobornos de negocios en la sombra y criminales.

### Federación de Rusia

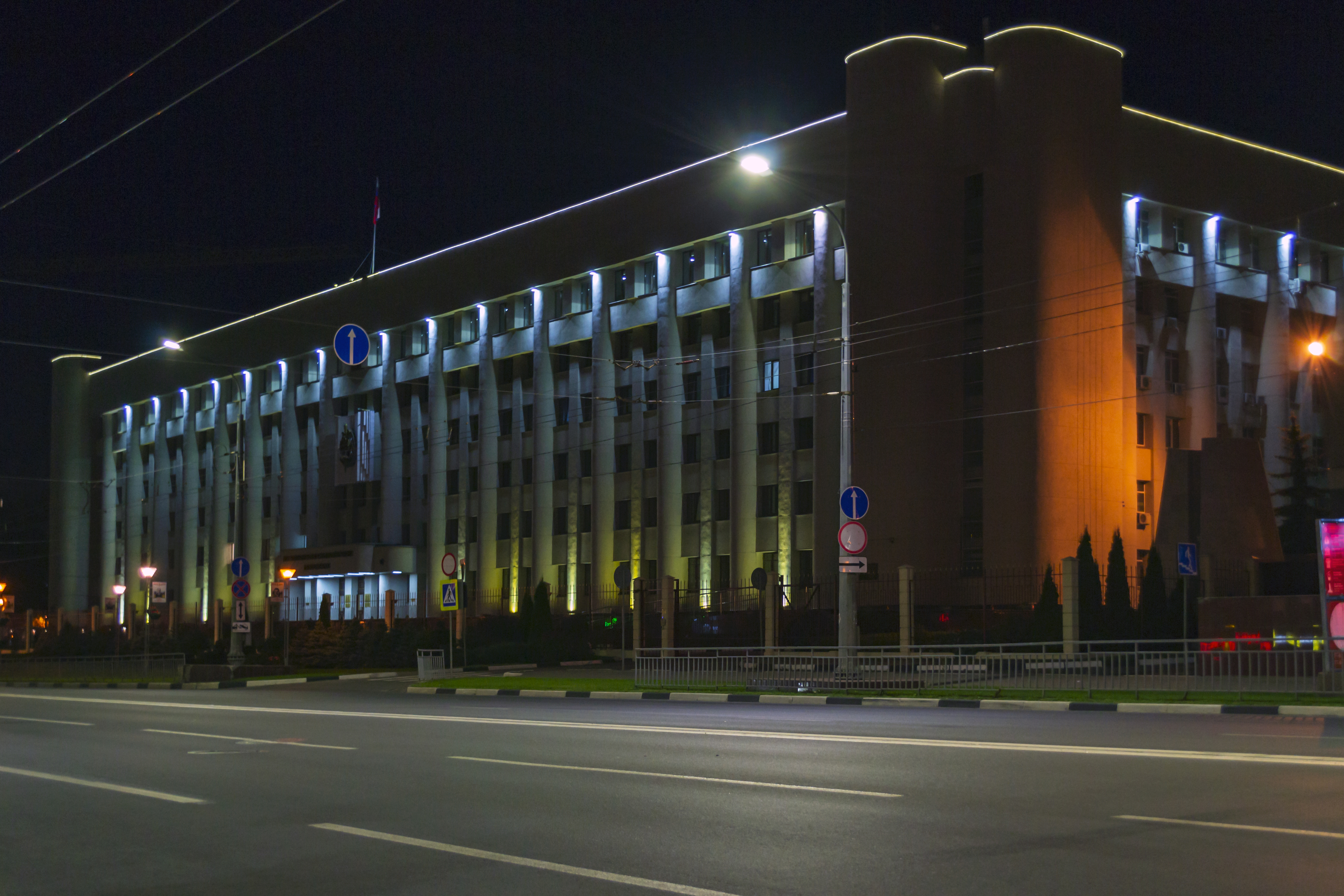
Edificio de la Policía de Nizhni Nóvgorod y la región

El ministerio pasaría a ser el MVD de la RSFS de Rusia en 1990, dentro del proceso de restauración del Consejo de Ministros y el Sóviet Supremo, y permaneció cuando Rusia proclamó su independencia de la Unión Soviética. Actualmente controla la Policía de Rusia, la policía de tráfico (en ruso: ГИБДД, romanizado: GIBDD), y las tropas desplegadas en territorio nacional. Desde la desaparición de la Policía Fiscal, también investiga los crímenes económicos.
Las antiguas competencias del MVD imperial y el NKVD, como el servicio de extinción de incendios y las cárceles, fueron traspasadas recientemente al Ministerio de Situaciones Extraordinarias y el Ministerio de Justicia respectivamente. La última reorganización abolió las antiguas rectorías del NKVD en favor de los departamentos.